# Phố Hàng Da
Hàng Da là một con phố thuộc quận Hoàn Kiếm, trong khu phố cổ Hà Nội, đi từ phố Đường Thành đến phố Hàng Bông. Phố Hàng Da có chiều dài 240 mét.

## Lịch sử
Phố Hàng Da nguyên là đất thôn Yên Nội, tổng Tiến Túc (sau đổi là tổng Thuận Mỹ) huyện Thọ Xương cũ. Phố ngày nay thuộc phường Cửa Đông, quận Hoàn Kiếm.
Ngày trước phố này có bán các loại da trâu, bò thuộc. Đây là nơi bày bán, còn nơi sản xuất (tức thuộc da) thì ở trong khu vực giữa ngõ Tạm Thương và phố Yên Thái vì nơi đó có nhiều bãi rộng thuận tiện cho việc phơi phóng. Đầu phố Hàng Da có chợ cùng tên. Chợ Hàng Da là chợ nhỏ, kiểu chợ làng, bán rau cỏ và chủ yếu bán da trâu bò sống được phơi khô. Trong chợ thì chỉ có vài cái lều tạm cho nên các gánh hát hay gánh xiếc thường thuê chợ để diễn vào buổi tối. Mãi tới khoảng năm 1937-1938 mới xây cầu chợ, chợ từ đó mới định hình. Năm 1943, khi phát xít Nhật đang đóng ở Hà Nội và máy bay Mỹ tới ném bom, trúng chợ Hàng Da làm chết khá nhiều người.
Giữa phố Hàng Da có một ngôi đình, gọi là đình Vũ Du, nay là số nhà 42, là nơi thờ ông Lê Công Hành, ông tổ nghề thêu.
Thời Pháp thuộc, tên con phố là rue des Cuirs.

## Các tuyến xe buýt chạy qua
Tuyến 01: Hết phố